# Louvre des antiquaires
Pour les articles homonymes, voir Louvre.
Le Louvre des antiquaires est un ancien centre commercial spécialisé, regroupant dans son vaste bâtiment de style Second Empire, datant de 1852, des commerces d'antiquités, dans le quartier du Palais-Royal du 1er arrondissement de Paris.

## Historique
Il est installé dans des locaux réaménagés des ex-Grands Magasins du Louvre fermés en 1974, sur 10 000 m2 répartis sur trois niveaux, au sous-sol, au rez-de-chaussée et au premier (les étages supérieurs du bâtiment étant aménagés en bureaux pour des entreprises).
Inauguré en octobre 1978, le Louvre des antiquaires est à l'époque, en importance, le premier centre d'antiquités couvert français, mais concurrencé cependant, entre autres, dans Paris même, par d'autres lieux ; par exemple : le Carré Rive gauche dans le nord du quartier Saint-Thomas-d’Aquin du 7e arrondissement, le Village suisse dans le quartier de Grenelle du 15e arrondissement ou les abords de l'hôtel des ventes de Drouot dans le quartier du Faubourg-Montmartre du 9e arrondissement. Le centre majeur de ce secteur d'activité en France restant cependant, de loin, le marché aux puces de Saint-Ouen, limitrophe de la capitale, malgré son implantation extra-muros dans un environnement bien moins élégant que celui du Louvre des antiquaires.
Son plan est quadrilatéral : sa façade nord-ouest jouxte la place du Palais-Royal, celle du nord-est la rue Saint-Honoré, celle du sud-est la rue de Marengo et celle du sud-ouest la rue de Rivoli où elle fait face sur une grande partie de sa longueur au palais du Louvre, situé sur l'autre trottoir de cette artère et abritant le musée du Louvre.
Des issues du Louvre des antiquaires existent vers ces quatre voies, mais l'entrée principale est celle du 2, place du Palais-Royal, qui est l'adresse officielle.
Au niveau du rez-de-chaussée, la façade sur la place du Palais-Royal et celle sur la rue de Rivoli sont aménagées en arcades, en harmonie avec les autres bâtiments de cette partie de la rue de Rivoli.
Au temps de la plus grande activité du centre, deux cent cinquante locaux commerciaux accueillant des antiquaires proposent des objets anciens de haut de gamme venues de l’Orient et de l’Occident, depuis la haute Antiquité jusqu’aux années 1980. Des marchands y officient leurs services de vente — achat d'objets d'art, d'antiquités, de pendules, de bijouterie — joaillerie et de tableaux anciens. Le site web officiel est également disponible pour découvrir les objets du Louvre des antiquaires, avec la possibilité de réserver un objet mais également de faire estimer ses propres objets d'art.
Pendant des années, des expositions thématiques temporaires en rapport avec le monde des antiquités ont été également régulièrement organisées dans des locaux du centre dévolus à cet usage.
La Société foncière lyonnaise, propriétaire du bâtiment depuis 1995 et bailleur, expulse les locataires antiquaires afin de transformer le site en un centre commercial consacré à la mode dont l'ouverture, un temps prévue en 2018, est reportée à 2020, puis abandonnée. En 2018, la Fondation Cartier projette de s'installer aux niveaux jadis occupés par les marchands à partir de 2024 : sur 6 000 m2 serait présentée la collection permanente de la fondation, jusque là sise 261 boulevard Raspail dans le 14e arrondissement,,. Cette reconfiguration prend forme dans un contexte où le quartier connaît un renouvellement architectural et muséal conséquent (Canopée des Halles, Bourse de commerce-Collection Pinault, poste centrale du Louvre, La Samaritaine, etc.).
Les étages supérieurs sont aménagés en bureaux, principalement occupés, en 2019, par Fast Retailing, le Groupement des cartes bancaires CB, Hugo Boss, l'IEDOM, Proparco et Swiss Life Asset Managers.
En avril 2015, il ne reste plus que neuf marchands et, en 2019, qu'un seul (une bijouterie). L'édifice est fermé au public pour être rénové depuis août 2020 afin d'accueillir la fondation Cartier (sous-sol, rez-de-chaussée et premier étage formant entresol), ainsi que des bureaux (étages supérieurs).